# Palazzo Memmo Martinengo Mandelli
Palazzo Memmo Martinengo Mandelli è un palazzo di Venezia, ubicato nel sestiere di Cannaregio, affacciato sul lato sinistro del Canal Grande, tra il Palazzo Gritti Dandolo e la Chiesa di San Marcuola

## Storia
Costruito durante il XVIII secolo e ristrutturato durante il successivo, fu dimora di Andrea Memmo, eletto procuratore nel 1775, ma noto soprattutto per la sua amicizia con Giacomo Casanova. Ospitò uffici pubblici: l'Ufficio Distrettuale delle Imposte  dirette, la Direzione Regionale delle Entrate ed ora la Corte dei Conti.

## Architettura
Caratterizzato dal presentare per ognuno dei tre livelli l'apertura più importante (finestra più larga delle altre o portale) spostata sul lato sinistro del prospetto, la sua facciata appare suddivisa in livelli grazie all'utilizzo di cornici e fasce in pietra d'Istria, che collegano davanzali, finestre, architravi. Il piano terra è a bugnato. Il palazzo si sviluppa in profondità e presenta sia una corte centrale, sia un giardino.